# Okroglo okence
Okroglo okence (latinsko fenestra cochleae, fenestra rotunda) je okrogla odprtina v notranji steni srednjega ušesa, ki jo zapira membrana tympani secundaria. Membrana okroglega okenca sestoji iz zunanje epitelne, srednje vezivne in notranje epitelne plasti.

## Vloga
Morfološki dokazi kažejo, da je okroglo okence vključeno v naslednje fukcije:
- sprostitev mehanične energije, ki se prenese iz slušnih koščic v tekočino notranjega ušesa;
- alternativna pot prenosa zvoka v koščenega polža;
- sekrecija snovi v perilimfo in absorpcija iz nje;
- obramba srednjega in notranjega ušesa.

Membrana okroglega okenca je prepustna za nekatere snovi. Z resorpcijo snovi iz srednjega ušesa in sekrecijo vanj bi imelo lahko okroglo okence vlogo pri obrambni funciji ušesa, vendar pa je pomembna tudi prepustnost za eksogene snovi. Membrano lahko nameč prehajajo tudi na primer nekateri antibiotiki, če jih vnesemo v srednje uho. Prepustnost je selektivna, odvisna od velikosti, koncentracije in naboja snovi ter debeline membrane. To je pomembno tako z vidika ototoksičnosti kot zaradi morebitne možnosti želenega vnosa učinkovin v notranje uho.